# Pinos Altos (Nuevo México)
Pinos Altos es un lugar designado por el censo ubicado en el condado de Grant en el estado estadounidense de Nuevo México. En el Censo de 2010 tenía una población de 198 habitantes y una densidad poblacional de 101,12 personas por km².

## Geografía
Pinos Altos se encuentra ubicado en las coordenadas 32°51′59″N 108°13′19″O / 32.86639, -108.22194. Según la Oficina del Censo de los Estados Unidos, Pinos Altos tiene una superficie total de 1.96 km², de la cual 1.96 km² corresponden a tierra firme y (0%) 0 km² es agua.

## Demografía
Según el censo de 2010, había 198 personas residiendo en Pinos Altos. La densidad de población era de 101,12 hab./km². De los 198 habitantes, Pinos Altos estaba compuesto por el 91.92% blancos, el 0% eran afroamericanos, el 2.02% eran amerindios, el 0% eran asiáticos, el 0% eran isleños del Pacífico, el 4.55% eran de otras razas y el 1.52% pertenecían a dos o más razas. Del total de la población el 11.62% eran hispanos o latinos de cualquier raza.